# فوکوشی اوچیایی
فوکوشی اوچیایی (انگلیسی: Fukushi Ochiai؛ زادهٔ ۲۰ اوت ۱۹۸۷) شخصیت‌های تلویزیونی در ژاپن، و صداپیشگی در ژاپن اهل ژاپن است. وی از سال ۲۰۱۵ میلادی تاکنون مشغول فعالیت بوده‌است.